# Młosino Wielkie
Młosino Wielkie, Wielkie Młosino lub Młosino Duże (kaszb. Jezoro Wiôldżé Młosëno) – jezioro rynnowe w Polsce, położone w Borach Tucholskich, w województwie pomorskim, w powiecie chojnickim, w gminie Brusy, na południowo-zachodnim skraju Wdzydzkiego Parku Krajobrazowego, na obszarze Kaszub Południowych.

## Charakterystyka
Jezioro jest połączone poprzez małą strugę z jeziorem Raduń (przesmykiem lądowym pomiędzy tymi dwoma jeziorami przebiega trasa linii kolejowej Kościerzyna-Lipusz-Brusy-Chojnice) i przez rzekę Młosinę, która dopływa z jeziora Młosino Małe i odpływa do jeziora Leśno Górne. Przez akwen przebiegają trasy szlaków kajakowych.

## Hydronimia
Według urzędowego spisu opracowanego przez Komisję Nazw Miejscowości i Obiektów Fizjograficznych (KNMiOF) opublikowanego przez Główny Urząd Geodezji i Kartografii (GUGiK) i udostępnionego na stronach Komisja Standaryzacji Nazw Geograficznych (KSNG) nazwa tego jeziora to Młosino Wielkie. W różnych publikacjach i na mapach topograficznych jezioro to występuje pod nazwą Wielkie Młosino.

## Morfometria
Powierzchnia zwierciadła wody według różnych źródeł wynosi od 59,5 ha do 66,0 ha.
Zwierciadło wody położone jest na wysokości 139,8 m n.p.m. lub 139,5 m n.p.m.. Średnia głębokość jeziora wynosi 6,9 m, natomiast głębokość maksymalna 22,4 m.